# Johan Brink
Johan Folke Brink, född 20 mars 1958, är en svensk före detta friidrottare (huvudgren tresteg). Han tävlade för Örgryte IS. Han hade svenska rekordet i tresteg åren 1981 till 1984 och tog tre SM-tecken i tresteg utomhus. Han utsågs 1982 till Stor grabb nummer 320 i friidrott.

## Idrottskarriär
- 1979 vann Johan Brink SM i tresteg på 15,92.
- 1980 vann han inne-SM på 15,17. Även utomhus vann han SM, denna gång på 15,79.
- Inomhussäsongen 1981 vann han SM-guld i tresteg för andra gången, nu på 15,70. Han kom tia i tresteg vid inomhus-EM i Grenoble. Utomhus, den 28 augusti 1981 i Stockholm slog Brink Anders Mossbergs svenska rekord i tresteg från 1980, med ett hopp på 16,27. Den 23 september förbättrade han rekordet ytterligare till 16,36 vid tävlingar i Beijing. Han behöll rekordet till 1984 då Arne Holm hoppade 16,37.
- 1982 års inomhussäsong vann Brink sitt tredje SM-tecken i tresteg (på 15,97). Han var även med vid inne-EM i Milano och kom elva i tresteg. Utomhus tog han 1982 sitt tredje SM-tecken (också på 15,97). Han var även med vid EM i Athen och kom där elva i tresteg.

### Personliga rekord
- Tresteg - 16,36
- Längd - 7,53
- Höjd - 2,11
- Tiokamp - 6 575 p